# S&T Motiv K14
K14 là loại súng bắn tỉa do công ty S&T Motiv tại Hàn Quốc thiết kế và chế tạo theo hợp đồng với cục Bang-wi Saeop-cheong (방위사업청) thuộc bộ quốc phòng Hàn Quốc với giá trị 3,2 tỷ won để trang bị cho lực lượng quân đội nước này. Việc giao hàng đã bắt đầu thực hiện năm 2013. Đây là lần đầu tiên quân đội Hàn mua một lượng lớn súng bắn tỉa và loại này cũng là loại súng bắn tỉa đầu tiên được thiết kế và chế tạo hoàn toàn nội địa của Hàn Quốc. Ngoài ra chúng cũng được dùng cho việc xuất khẩu.

## Phát triển
Ban đầu lực lượng quân đội Hàn Quốc chỉ mua một số lượng nhỏ súng bắn tỉa nước ngoài trong hơn 30 năm từ cuối những năm 1970 và chỉ trang bị chúng cho các lực lượng đặc biệt do lực lượng quân đội chính quy không quan tâm đến loại súng này. Quân đội Hàn có một quan niệm hơi lạ là loại súng này chỉ dành cho các lực lượng đặc biệt như chống khủng bố còn lực lượng chính quy không cần quan tâm nhiều đến loại vũ khí này dù đã tham gia hai cuộc chiến là chiến tranh Triều Tiên và chiến tranh Việt Nam với kinh nghiệm lãnh thiệt hại khá lớn do súng bắn tỉa gây ra.
Quan niệm trên chỉ bắt đầu bị thay đổi từ giữa những năm 2000 sau khi các binh sĩ Hàn Quốc tham gia các chiến dịch tại Afghanistan đã biết được giá trị của chiến thuật bắn tỉa, ngoài ra đối thủ chính là Cộng hòa Dân chủ Nhân dân Triều Tiên lại đang có một lực lượng bắn tỉa đông đảo cũng như tại các nước khác lính bắn tỉa được phái xuống các đơn vị mức trung đội thậm chí là tiểu đội. Vì thế quân đội Hàn Quốc đã nhận ra vai trò của bắn tỉa trong chiến tranh hiện đại.
Đến năm 2011, các yêu cầu cụ thể đối với một loại súng bắn tỉa mới được hoàn thành với kế hoạch là sẽ đặt mua khoảng 800-1.000 khẩu. S&T Daewoo (hiện tại là S&T Motiv) khi đó đang thử nghiệm một loại súng bắn tỉa là XK14 với ý định sẽ xuất khẩu ra nước ngoài cũng quyết định tham gia vào cuộc đấu thầu. Vì pháp luật Hàn Quốc ưu tiên cho các nhà sản xuất nội địa cho các hợp đồng mua sắm quốc phòng nên khẩu XK14 đã được đăng ký vào chương trình thử nghiệm cấp quốc gia. Sau khi hoàn tất việc kiểm tra trong tháng 12 năm 2012 thì XK14 đã trở thành súng bắn tỉa được chọn để để đặt hàng cho quân đội khi đó nó được gọi là K14. Đến tháng 2 năm 2013 thì loại súng này mới được phép công bố ra công chúng. Có thông tin về việc một số nước vùng Trung Đông đã mua một số lượng nhỏ loại này.

## Thiết kế
K14 sử dụng thoi nạp đạn trượt đây là loại hoạt động cơ bản và đơn giản không có quá nhiều tính năng đặc biệt do Hàn Quốc không có nhiều kinh nghiệm trong việc chế tạo loại súng này nên cũng chưa muốn đâm đầu vào những loại thiết kế kỳ lạ chưa chứng minh là hiệu quả. Hãng sản xuất chưa nói nhiều về chi tiết thiết kế này, vẻ ngoài của súng trông có vẻ được thiết kế dựa theo khẩu L96A1 còn thoi nạp đạn có thể được thiết kế dựa trên nhiều mẫu hiện đại khi đó. Xạ thủ sẽ xoay thoi nạp đạn 60° cho việc nạp đạn, còn khi khóa an toàn nó sẽ được xoay đến 90°. Đầu nòng súng có khắc rãnh để gắn bộ phận chống chớp sáng và dù chưa có yêu cầu về việc gắn ống hãm thanh nhưng nó có thể được gắn vào sau khi tháo bộ phận chống chớp sáng. Quân đội Hàn đã yêu cầu dùng đạn 7,62×51mm NATO, độ chính xác dưới 1 MOA cho 100 m và tầm bắn hiệu quả ít nhất phải là 800 m.
Hệ thống nhắm cơ bản của súng là ống nhắm, thân súng có thanh răng để gắn các loại ống nhắm khác nhau và ốp lót tay cũng có các thanh răng để gắn thêm các hệ thống hỗ trợ tác chiến nhưng nó không gấp lại được. Súng sử dụng hộp đạn rời tiêu chuẩn 5 viên nhưng có thể gắn hộp đạn 10 viên nếu cần. Báng súng được làm bằng sợi thủy tinh gia cố bằng nhựa tổng hợp có một khung kim loại bên trong, một miếng áp má gắn trên báng có thể điều chỉnh chiều cao phù hợp cho xạ thủ.